# Angels and Agony
Angels and Agony, stylisé Angels & Agony, est un groupe néerlandais de futurepop et dark wave.

## Histoire
Le groupe est formé en automne 1995 pour succéder à Ode. À cette époque, Reinier Kahle travaillait sur un roman graphique avec des histoires courtes intitulé Angels and Agony, qu'il choisit ensuite comme nom pour son projet musical. Ces deux mots représentent sciemment deux entités opposées. Le groupe est composé depuis 1995 du chanteur Reinier Kahle, du guitariste Erik Wierenga, du DJ Marco van Belle au synthétiseur et de Fried Bruggink comme ingénieur du son et batteur. À l'origine, Krieno Zandiga faisait partie du groupe en tant que chanteur, mais il quitte le groupe après la démo Rigolith.
Le groupe signe ensuite avec le label discographique indépendant allemand Out of Line et y publie les quatre albums Eternity (2001), Avatar (2004), Unison (2007) et Monument (2015). Le groupe joue entre autres au Wave-Gotik-Treffen, à l'Amphi Festival et au M'era Luna Festival,.

## Style musical
Le groupe joue de la futurepop avec des textes principalement positifs qui parlent d'émotions humaines, où il est également question de sentiments blessés et de tristesse. Le groupe collabore également avec d'autres groupes de la scène noire (Schwarze Szene), notamment Girls Under Glass et VNV Nation.

## Discographie

### Albums studio
- 2001 : Eternity (Out of Line Music)
- 2004 : Avatar (Out of Line)
- 2007 : Unison (Out of Line)
- 2015 : Monument (Out of Line)

### EP
- 2002 : Forever (Out of Line)
- 2003 : Salvation (Out of Line)

### Singles
- 1999 : Unity (Aragon Records)
- 2001 : Darkness (Out of Line)
- 2002 : Forever (Out of Line)
- 2006 : Forward (Out of Line)

### Démos
- 1996 : Eternal Pain
- 1997 : Rigolith